# István Kenesei
István Kenesei (ur. 1947) – węgierski językoznawca. Jego badania koncentrują się na gramatyce generatywnej, językoznawstwie teoretycznym oraz podstawowych zagadnieniach z zakresu składni, semantyki i morfologii. 

## Życiorys
Absolwent Uniwersytetu Loránda Eötvösa w Budapeszcie, gdzie studiował język angielski i językoznawstwo ogólne. W 1974 roku uzyskał tamże doktorat. W 1971 roku zaczął wykładać język angielski i językoznawstwo teoretyczne na Uniwersytecie Segedyńskim.  
W 1980 r. uzyskał stopień kandydata nauk, a w 1992 r. stopień doktora nauk. W 1993 r. został profesorem zwyczajnym. Dyrektor Instytutu Językoznawstwa Węgierskiej Akademii Nauk w latach 2002–2017. 
Członek Academia Europaea.  

## Wybrane publikacje
- Kenesei I, Vago R, Fenyvesi A 2010: Hungarian, London: Routledge, 508 p. (Descriptive Grammars Series)
- Lipták Anikó, Kenesei István 2017: Passive potential affixation: syntax or lexicon?, ACTA LINGUISTICA HUNGARICA / ACTA LINGUISTICA ACADEMICA 64: (1) pp. 45–77.
- Kenesei István 2014: On a multifunctional derivational affix, WORD STRUCTURE 7: (2) pp. 214–239.
- Kenesei I 2013: The role of creativity in the cognitive turn in linguistics, INTERNATIONAL REVIEW OF PRAGMATICS 5: pp. 270–291.
- Kenesei I 2009: Quantifiers, negation, and focus on the left periphery in Hungarian, LINGUA 119: (4) pp. 564–591.
- Kenesei I 2008: Funkcionális kategóriák, In: Szerk.: Kiefer F Strukturális magyar nyelvtan 4.: A szótár szerkezete. Budapest: Akadémiai Kiadó, 2008. pp. 601–637.
- Kenesei I 2007: Semiwords and affixoids. The territory between word and affix, ACTA LINGUISTICA HUNGARICA / ACTA LINGUISTICA ACADEMICA 54: pp. 263–293.